# Veerstoep

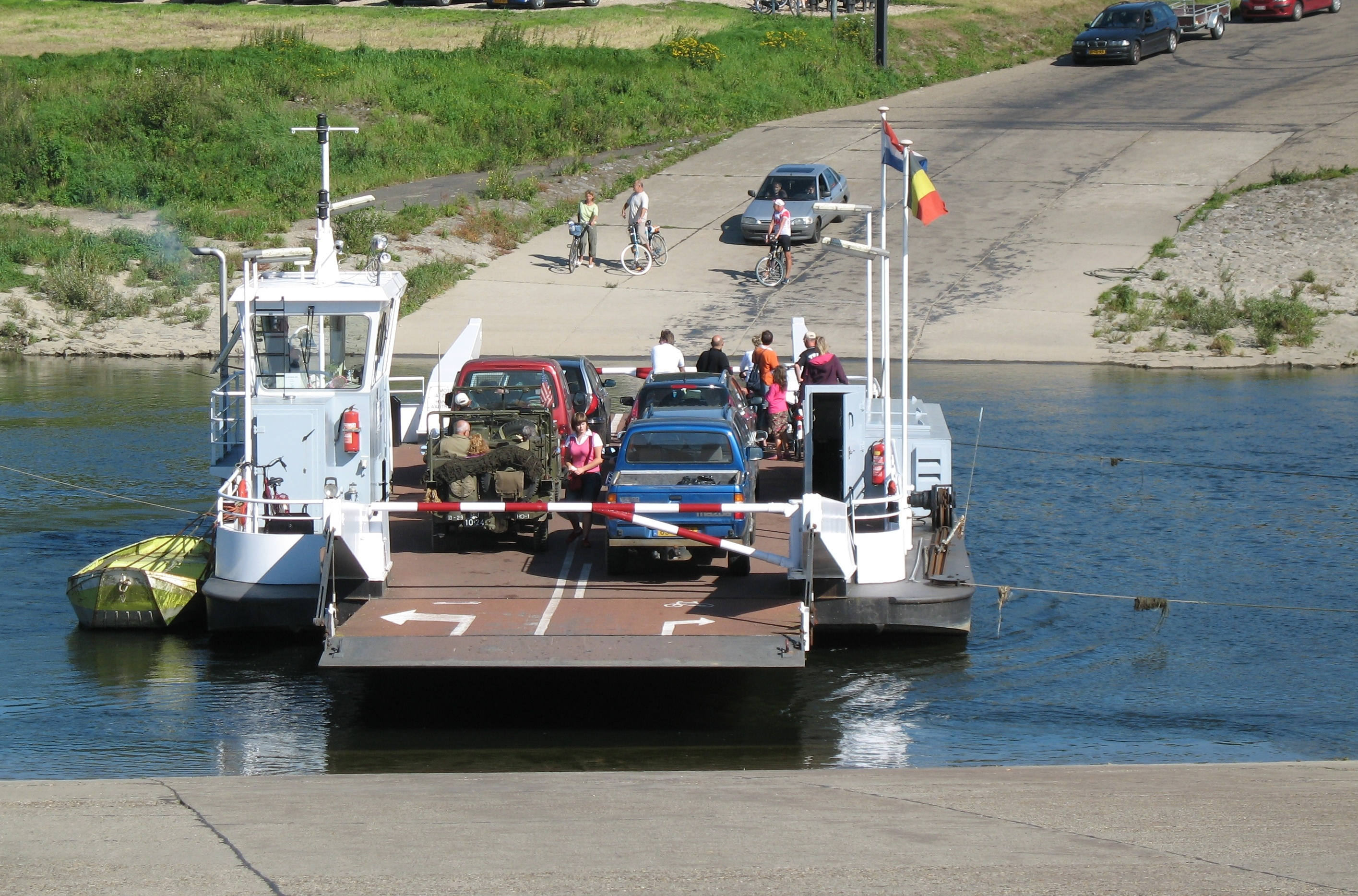
Veerstoep

Een veerstoep of veersteiger bevindt zich aan een oever, dikwijls aan het eind van een veerweg of pad. Bij een voetveer bestaat hij soms uit een trap in een kademuur.
Hier meert een veerpont aan om personen of voertuigen van en aan boord te laten gaan. Een stoep voor voertuigen loopt vaak geleidelijk af in het water zodat de klep van de pont er bij verschillende waterhoogtes op neergelaten kan worden. In een riviermonding met flinke getijdenverschillen is meestal een reeks stoepen naast elkaar gebouwd. Zowel bij hoog- als bij laagwater kan dan gemakkelijk aangelegd worden.